# Font d'un sol fotó

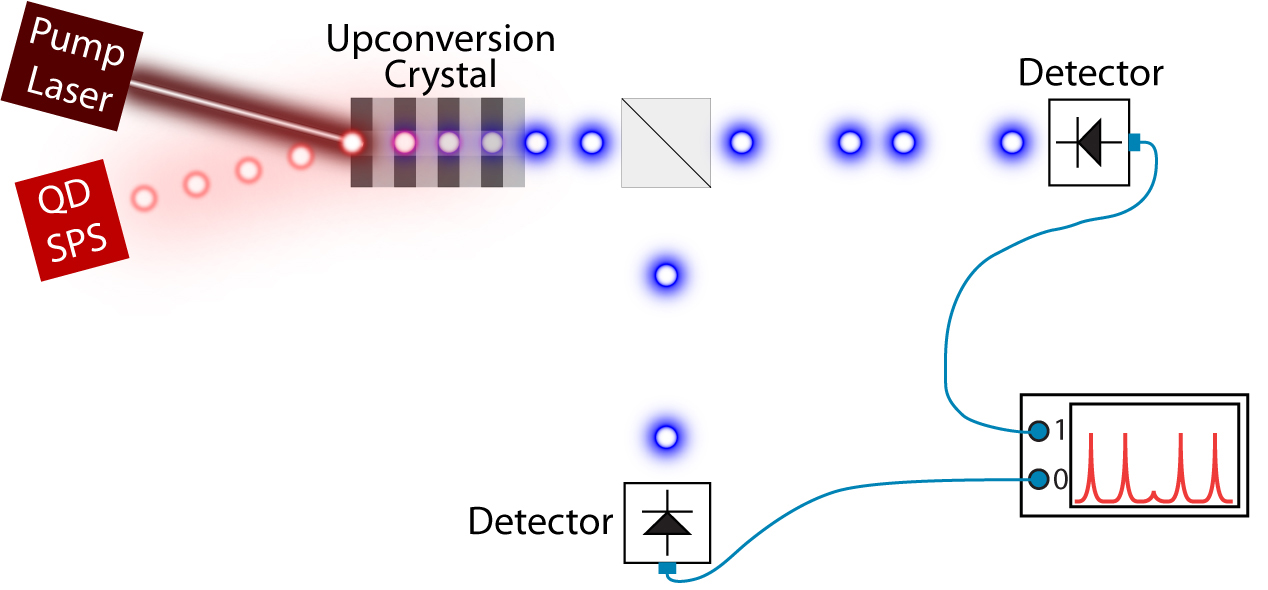
En els nous experiments del NIST, el "color" (longitud d'ona) dels fotons d'una font de fotó únic de punt quàntic (QD SPS) es canvia a una ombra més convenient mitjançant un cristall de conversió i làser de bomba. Per provar que el procés realment actua sobre fotons únics sense degradar el senyal (creant fotons addicionals), la sortida es divideix en dos i s'envia a detectors paral·lels: els fotons únics reals no s'han de detectar simultàniament en ambdós camins.

Les fonts d'un sol fotó són fonts de llum que emeten llum com a partícules individuals o fotons. Es diferencien de les fonts de llum coherents (làsers) i de les fonts de llum tèrmica com les bombetes incandescents. El principi d'incertesa de Heisenberg dicta que no es pot crear un estat amb un nombre exacte de fotons d'una freqüència única. Tanmateix, els estats de Fock (o estats de nombre) es poden estudiar per a un sistema on l'amplitud del camp elèctric es distribueix en una amplada de banda estreta. En aquest context, una font d'un sol fotó dona lloc a un estat efectiu de nombre d'un fotó. Els fotons d'una font ideal d'un sol fotó presenten característiques mecàniques quàntiques. Aquestes característiques inclouen l'antiagrupament de fotons, de manera que el temps entre dos fotons successius no és mai inferior a un valor mínim. Això es demostra normalment utilitzant un divisor de feix per dirigir aproximadament la meitat dels fotons incidents cap a un fotodíode d'allau i la meitat cap a un segon. Els polsos d'un detector s'utilitzen per proporcionar un senyal de "inici del comptador", a un temporitzador electrònic ràpid, i l'altre, retardat per un nombre conegut de nanosegons, s'utilitza per proporcionar un senyal de "aturada del comptador". Mitjançant la mesura repetida dels temps entre els senyals "inici" i "aturada", es pot formar un histograma de retard de temps entre dos fotons i el recompte de coincidències: si no es produeix l'agrupament i els fotons estan ben espaiats, una osca clara al voltant del retard zero. és visible.
En la teoria quàntica, els fotons descriuen la radiació electromagnètica quantificada. Concretament, un fotó és una excitació elemental d'un mode normal del camp electromagnètic. Així, un estat d'un sol fotó és l'estat quàntic d'un mode de radiació que conté una única excitació.
Els modes de radiació individual estan etiquetats per, entre altres quantitats, la freqüència de la radiació electromagnètica que descriuen. Tanmateix, en òptica quàntica, els estats d'un sol fotó també es refereixen a superposicions matemàtiques de modes de radiació d'una sola freqüència (monocromàtica). Aquesta definició és prou general com per incloure paquets d'ones de fotons, és a dir, estats de radiació que es localitzen fins a cert punt en l'espai i el temps.
Les fonts d'un sol fotó generen estats d'un sol fotó tal com es descriu anteriorment. En altres paraules, les fonts ideals d'un sol fotó generen radiació amb una distribució de nombres de fotons que té una mitjana u i una variància zero.